# Bitka za Moskvo
Bitka za Moskvo je bila vojaški spopad, ki sta ga sestavljali dve obdobji strateško pomembnega bojevanja na 600 kilometrov dolgem sektorju vzhodne fronte v drugi svetovni vojni. Odvijala se je med septembrom 1941 in januarjem 1942. Sovjetska obramba je ustavila Hitlerjev napad na Moskvo, prestolnico in največje mesto Sovjetske zveze. Moskva je bila eden od vojaških in političnih ciljev sil osi v invaziji na Sovjetsko zvezo.
Nemška strateška ofenziva, imenovana operacija Tajfun, naj bi bila sestavljena iz dveh kleščastih ofenziv, ene severno of Moskve proti kalininski fronti s strani 3. in 4. tankovske armade, ki bi istočasno presekala železniško progo Sankt Peterburg–Moskva, in ene na jugu Moskovske oblasti z napadom na zahodno fronto južno od Tule s strani 2. tankovske armade, 4. armada pa bi z zahoda napredovala neposredno proti Moskvi.
Sprva so sovjetske sile izvajale strateško obrambo Moskovske oblasti z grajenjem treh obrambnih pasov in nameščanjem novooblikovanih rezervnih armad ter krepitvijo z enotami iz Sibirskega in Daljnovzhodnega vojaškega okrožja. Ko so se nemške ofenzive ustavile, so se začele sovjetske strateške protiofenzivne in manjše ofenzivne operacije, ki so prisilile nemške armade v umik na položaje okrog mest Orjol, Vjazma in Vitebsk ter skoraj obkolile tri nemške armade. To je bil velik udarec za Nemce, ki je pomenil konec njihovega prepričanja v hitro zmago nad ZSSR. Zaradi spodletele ofenzive je bil feldmaršal Walther von Brauchitsch odstavljen kot vrhovni poveljnik nemške vojske in zamenjal ga je Hitler osebno.

## Ozadje
Operacija Barbarossa, nemški načrt invazije, je terjal zavzetje Moskve v štirih mesecih. 22. junija 1941 so sile osi začele invazijo na Sovjetsko zvezo. Na tleh so uničile večino Vojnega letalstva Sovjetske zveze in napredovale globoko na sovjetsko ozemlje. Z uporabo taktike blitzkrieg  so uničile cele sovjetske armade. Nemška armadna skupina sever se je premikala v smeri Leningrada, armadna skupina jug je prevzela nadzor nad Ukrajino, armadna skupina center pa je napredovala proti Moskvi. Julija 1941 je armadna skupina center na poti proti Moskvi prečkala Dneper.
15. julija 1941 so nemške sile zavzele Smolensk, pomembno utrdbo na poti do Moskve. Čeprav je bila Moskva na tej točki ranljiva, bi ofenziva na mesto izpostavila nemške boke. Zaradi tega tveganja in da bi si zagotovil prehranske, vodne in mineralne surovine Ukrajine, je Hitler ukazal, naj se napad preusmeri na sever in jug ter uniči sovjetske sile pri Leningradu in Kijevu. To je odložilo nemško napredovanje proti Moskvi. 30. septembra 1941, ko se je napredovanje nadaljevalo, so bile nemške sile oslabljene, medtem ko so Sovjeti zbrali nove sile za obrambo mesta.

## Prvotni nemški napredek (30. september–10. oktober)

### Načrti
Za Hitlerja je bila sovjetska prestolnica drugotnega pomena, saj je verjel, da je edini način, da so Sovjetsko zvezo spravi na kolena, da se jo porazi gospodarsko. Menil je, da bi bilo to možno doseči s prevzemom gospodarskih virov Ukrajine vzhodno od Kijeva. Waltherju von Brauchitschu, vrhovnemu poveljniku Wehrmachta, ki je zagovarjal neposreden napad na Moskvo, je povedal, da »bi le okosteneli možgani lahko prišli na takšno zamisel«. Franz Halder, poveljnik generalštaba Wehrmachta, je bil prav tako prepričan, da bi pohod na Moskvo uspel, če bi nemška vojska prej zadala dovolj škode sovjetskim silam. S tem se je strinjala večina v poveljstvu nemške vojske. Toda Hitler ni upošteval svojih generalov in se je namenil obkoliti sovjetske sile okrog Kijeva na jugu ter zavzeti Ukrajino. Ta poteza je bila uspešna in do 26. septembra je bilo več kot 700.000 vojakov Rdeče armade ubitih, zajetih ali ranjenih, sile osi pa so zavzele nova ozemlja.
Ob koncu poletja je Hitler svojo pozornost preusmeril na Moskvo in za to nalogo zadolžil armadno skupino center. Za operacijo Tajfun so bile namenjene sile treh pehotnih armad (2., 4. in 9. armada), treh oklepnih armad (2., 3. in 4. tankovska armada) in Luftflotte 2 Luftwaffeja. Za operacijo je bilo namenjenih do dva milijona nemških enot, poleg 1000–2470 tankov in jurišnih topov ter 14.000 topov. Nemška zračna moč je bila po poletnem bojevanju sicer močno zmanjšana. Luftwaffe je izgubila 1603 letal, 1028 pa je bilo poškodovanih. Luftflotte 2 je imela za operacijo Tajfun na razpolago samo 549 delujočih letal, od tega 158 srednjih bombnikov in strmoglavcev ter 172 lovcev. Napad se je zanašal na standardno taktiko blitzkrieg, z oklepnimi (Panzer) skupinami, ki bi prodirale globoko v sovjetske enote in izvajale dvojne kleščaste premike ter obkoljevale in uničevale rdečearmejske divizije.
Nasproti Wehrmachtu so stale tri sovjetske fronte, ki so oblikovale obrambno črto med mestoma Vjazma in Brjansk ter blokirale pot do Moskve. Te fronte so bile sestavljene iz armad, ki so prestale težko bojevanje, vendar so bile kljub temu mogočna koncentracija sil z 1.250.000 možmi, 1000 tanki in 7600 topovi. Vojno letalstvo Sovjetske zveze (Vojenno-Vozdušnije Sili, VVS) je utrpelo strahotne izgube okrog 7500 do 21.200 letal. Izjemni industrijski dosežki so omogočili začetek nadomestitve teh letal in ob začetku operacije Tajfun je imelo VVS 936 letal, od tega 578 bombnikov.
Ko je bil sovjetski odpor vzdolž fronte Vjazma-Brjansk strt, so nemške sile pritisnile proti vzhodu in obkolile Moskvo s severa in juga. Neprestano bojevanje je zmanjšalo njihovo učinkovitost in logistične težave so postale bolj akutne. General Guderian, poveljnik 2. oklepne armade, je zapisal, da ob začetku operacije del njegovih uničenih tankov ni bil zamenjan in da se je soočal s pomanjkanjem goriva.

### Bitki za Vjazmo in Brjansk
Nemški napad je potekal po načrtih in 4. tankovska skupina je napredovala po sredini skoraj brez odpora, nakar je razdelila svoje mobilne sile na sever, kjer so s 3. tankovsko skupino zaključile obkolitev Vjazme, in jug, kjer so skupaj z 2. tankovsko armado zaprle obroč okrog Brjanska. Prebile so sovjetske obrambne položaje, ki so bili še v gradnji, in konici 3. in 4. tankovske skupine sta se 10. oktobra 1941 srečali v Vjazmi. V velikem žepu zahodno od mesta so bile obkoljene štiri sovjetske armade (16., 19., 20., 24. in del 32. armade).
Obkoljene sovjetske sile so se borile naprej in Wehrmacht je moral uporabiti 28 divizij, da jih je uničil. Te enote bi bile sicer lahko uporabljene za ofenzivo na Moskvo. Ostanki sovjetske Zahodne in Rezervne fronte so se umaknili na nove obrambne linije okrog Možajska. Izgube so bile visoke, vendar je del obkoljenih enot pobegnil v majhnih skupinah v velikostih od voda do polnih strelskih divizij. Sovjetski upor pri Vjazmi je sovjetskemu poveljstvu tudi priboril čas za okrepitev štirih armad, ki so branile Moskvo (5. rdečezastavna, 16., 43. in 49. armada). Iz vzhodne Sibirije so bile premeščene tri strelske in dve tankovski diviziji, ki so jim sledile še druge.
Vreme se je začelo spreminjati, kar je oviralo obe strani. 7. oktobra je padel prvi sneg, ki se je hitro stopil, kar je spremenilo ceste in odprt prostor v blatno močvirje, pojav, v Rusiji znan kot rasputica. Nemške oklepne skupine so bile močno upočasnjene, kar je omogočalo sovjetskim silam umik in regrupacijo.
Sovjetskim silam je uspelo nekaj protinapadov. Tako je 4. tankovska divizija pri Mcensku padla v zasedo v naglici oblikovanega 1. gardnega specialnega strelskega korpusa Dmitrija Leliušenka (ki je vključeval 4. tankovsko brigado Mihaila Katukovega). Nemške oklepne enote so se premikale mimo gozda, v katerem so bili skriti novozgrajeni tanki T-34. Začasna enota sovjetske pehote je zaustavila njihovo napredovanje in takrat so sovjetske oklepne enote napadle z obeh bokov ter se znesle nad tanki Panzer IV. Za Wehrmacht je bil ta poraz tako velik šok, da je bila ukazana posebna preiskava. Guderian in njegove enote so bili zaprepadeni, ko so ugotovili, da so sovjetski tanki T-34 skoraj neprebojni za nemške protitankovske topove. General je napisal, »Naši tanki Panzer IV s svojimi kratkimi 75 mm topovi lahko uničijo T-34 samo, če zadenejo motor od zadaj«. Guderian je v svojih spominih dodal tudi, da »so se Rusi že naučili nekaj stvari«. Leta 2012 je Niklas Zetterling oporekel temu, da je bil dogodek pri Mcensku velik nemški neuspeh, saj naj bi se borila samo bojna skupina 4. tankovske divizije, večina divizija pa naj bi se borila drugje, po boju naj bi se obe strani umaknili z bojišča in Nemci naj bi izgubili samo šest tankov ter imeli tri tanke poškodovane. Za nemške poveljnike, kot sta bila Hoepner in Bock, spopad ni imel posledic; zanje je bila največja skrb upor z notranjosti žepa, ne pa z njegove zunanjosti.
Drugi protinapadi so še naprej zaustavljali nemško ofenzivo. 2. armada Wehrmachta, ki je delovala severno od Guderianovih sil in se je pripravljala na obkolitev Brjanske fronte, je bila prav tako podvržena močnemu pritisku Rdeče armade in Sovjetskega vojnega letalstva.
V začetnem sovjetskem porazu je Wehrmacht v žepih Vjazme in Brjanska po nemških ocenah zajel 673.000 vojakov, čeprav nedavne raziskave navajajo manjšo — a še vedno ogromno — številko 514.000 zapornikov, s čimer se je sovjetska moč zmanjšala za 41 %. Sovjetsko poveljstvo je izračunalo izgube 499.001 vojaka (stalne in začasne). 9. oktobra je Otto Dietrich z nemškega ministrstva za propagando, navajajoč samega Hitlerja, na tiskovni konferenci napovedal skorajšnje uničenje armad, ki so branile Moskvo. Ker Hitlerju ni bilo nikoli treba lagati o specifičnih in preverljivih vojaških dejstvih, je Dietrich tuje novinarje prepričal, da je do zloma sovjetskega upora mogoče le še nekaj ur. Nemška civilna morala, ki je bila od začetka operacije Barbarossa nizka, se je občutno izboljšala in pojavile so se govorice, da bodo vojaki doma do božiča in da bo bodoči Lebensraum na vzhodu prinesel velika bogastva.
Rdeča armada je začela z odporom, ki je Wehrmacht upočasnil. 10. oktobra so Nemci prispeli do Možajske obrambne linije zahodno od Moskve, na kateri so bili sveže vpoklicani vojaki. Istega dne je obrambo Moskve prevzel Georgij Žukov, ki je bil 6. oktobra premeščen z Leningrajske fronte, njegov namestnik pa je postal generalpolkovnik Ivan Konjev. V obrambi sta sodelovali kombinirani Zahodna in Rezervna fronta. 12. oktobra je Žukov ukazal koncentracijo vseh razpoložljivih sil na okrepljeni Možajski liniji, kar je podpiral general Vasiljevski iz generalštaba. Luftwaffe je še vedno nadzirala nebo, kjer se je pojavila, skupine Štuk in težjih bombnikov pa so izvedle 537 napadov in uničile okrog 440 vozil ter 150 kosov artilerije.

15. oktobra je Stalin naročil evakuacijo komunistične partije, generalštaba in civilnih vladnih služb iz Moskve v Kujbišev (zdaj Samara), v Moskvi pa je ostala samo manjšina uradnikov. Evakuacija je med Moskovčani povzročila paniko. Med 16.–17. oktobrom je veliko civilnega prebivalstva pobegnilo, kar je povzročilo gnečo na razpoložljivih vlakih in cestah iz mesta. Kljub temu je Stalin ostal v sovjetski prestolnici in s tem nekoliko pomiril strah in kaos.

## Možajska obrambna linija (13.–30. oktober)
13. oktobra 1941 je Wehrmacht dosegel Možajsko obrambno linijo, ki so jo sestavljale štiri v naglici zgrajene linije utrdb, ki so ščitile zahodne vpadnice v Moskvo od Kalinina do Volokolamska in Kaluge. Kljub nedavnim okrepitvam je bilo na liniji samo okrog 90.000 sovjetskih vojakov — bistveno premalo, da bi zaustavili nemško napredovanje. Glede na omejeno količino razpoložljivih surovin, se je Žukov odločil svoje sile zbrati na štirih ključnih točkah — 16. armada pod generalporočnikom Rokosovskim je stražila Volokolamsk, Možajsk je branila 5. armada pod generalmajorjem Govorovom, 43. armada generalmajorja Golubeva je branila Malojaroslavec, 49. armada pod generalporočnikom Zaharkinom jpa Kalugo. Celotna Zahodna fronta, ki je bila v obkolitvi pri Vjazmi skoraj uničena, je bila ponovno oblikovana skoraj iz nič.
Tudi sama Moskva je bila v naglici utrjena. Po Žukovu je 250.000 žensk in najstnikov gradilo obrambne in protitankovske jarke okrog Moskve in pri tem premaknilo tri milijone kubičnih metrov zemlje brez mehanične pomoči. Moskovske tovarne so bile v naglici preurejene za vojaške naloge: ena avtomobilska tovarna je postala tovarna brzostrelk, tovarna ur je proizvajala detonatorje za mine, tovarna čokolade je začela proizvajati hrano za fronto, obrati za popravilo avtomobilov pa so popravljali poškodovane tanke ter druga vojaška vozila. Kljub tem pripravam je bila prestolnica na dosegu topov nemških tankov, Luftwaffe pa je izvajala obsežne zračne napade na mesto. Zračni napadi so povzročili samo omejeno škodo zaradi obširnega sistema protiletalske obrambe in učinkovitih civilnih gasilskih enot.
13. oktobra 1941 (po drugih virih 15. oktobra) je Wehrmacht nadaljeval svojo ofenzivo. Sprva so nemške sile poskušale zaobiti sovjetske obrambne položaje s premiki severovzhodno proti šibko branjenemu mestu Kalinin in jugu proti Kalugi in Tuli, pri čemer so do 14. oktobra zavzeli vse razen Tule. Opogumljeni s temi uspehi so Nemci sprožili čelni napad na utrjeno linijo in 18. oktobra zavzeli Možajsk ter Malojaroslavec, 21. oktobra Naro-Fominsk in po hudem boju 27. oktobra Volokolamsk. Zaradi vse večje nevarnosti bočnih napadov se je bil Žukov prisiljen umakniti in je svoje sile umaknil vzhodno od reke Nare.
Na jugu je 2. tankovska armada Wehrmachta sprva razmeroma enostavno napredovala proti Tuli, ker se Možajska obrambna linija na jugu ni raztezala tako daleč in njihovega napredovanja ni blokirala nobena večja koncentracija sovjetskih enot. Toda nemško vojsko so na koncu upočasnili slabo vreme, težave z gorivom in poškodovane ceste ter mostovi, tako da je Guderian obronke Tule dosegel šele 26. oktobra. Nemški načrt je sprva predvideval bliskovito zavzetje Tule, ki bi mu sledil kleščast premik okrog Moskve. Prvi napad v bližini mesta je 29. oktobra 50. armada skupaj s civilnimi prostovoljci odbila. Sledila je protiofenziva 1. gardnega konjeniškega korpusa, čigar boke so varovale 10., 49. in 50. armada, ki so napadle iz Tule. 31. oktobra je vrhovno poveljstvo nemške vojske ukazalo ustavitev vseh ofenzivnih operacij, dokler se ne rešijo vse hujše težave s preskrbo in ni konec rasputice.

## Napredovanje Wehrmachta proti Moskvi (1. november–5. december)

### Izčrpavanje
Nemške sile so bile konec oktobra izčrpane in samo tretjina njihovih motornih vozil je bila še delujoča, pehotne divizije so bile na tretjini ali polovici moči, dostavo zimskih oblačil in druge zimske opreme na fronto pa so preprečevale resne logistične težave. Celo Hitler se je prepustil zamisli o dolgotrajnem boju, saj se je možnost pošiljanja tankov v tako veliko mesto brez podpore težke pehote zdela po težkem zavzetju Varšave leta 1939 tvegana.
Da bi okrepil odločnost Rdeče armade in izboljšal civilno moralo, je Stalin ukazal tradicionalno vojaško parado 7. novembra (dan revolucije) na Rdečem trgu. Sovjetske enote so paradirale ob Kremlju in nato odkorakale neposredno na fronto. Parada je imela velik simbolični pomen s prikazom nadaljnje sovjetske odločnosti in je bila v naslednjih letih pogosto prikazana na ta način. Kljub tej pogumni predstavi je položaj Rdeče armade ostal negotov. Klin in Tulo, kjer so pričakovali nove nemške ofenzive, je okrepilo 100.000 dodatnih sovjetskih enot, vendar je sovjetska obramba ne glede na to ostala redka. Kljub temu je Stalin ukazal več preventivnih protiofenziv proti nemškim linijam. Te so bile sprožene kljub nasprotovanju Žukova, ki je opozoril na popolno pomanjkanje rezerv. Wehrmacht je odbil večino teh protiofenziv, v katerih so bile zapravljene sovjetske enote, ki bi bile lahko sicer uporabljane za obrambo Moskve. Edini opazni uspeh ofenziv se je zgodil pri Aleksinu zahodno od Moskve, kjer so sovjetski tanki povzročili 4. armadi težke izgube, saj je Nemcem primanjkovalo protitankovskega orožja, ki bi lahko poškodovalo nove tanke T-34 z dobrim oklepom.
Od 31. oktobra do 13.–15. novembra je vrhovno poveljstvo Wehrmachta v času priprav na drugo ofenzivo proti Moskvi odstopilo. Armadna skupina center je še vedno posedovala precejšnjo nazivno moč, vendar so bile njene bojne sposobnosti zaradi obrabe in izčrpanosti precej zmanjšane. Nemci so se zavedali neprestanega pritoka sovjetskih okrepitev z vzhoda in prisotnosti velikih rezerv, vendar zaradi ogromnih sovjetskih žrtev niso pričakovali, da bodo Sovjeti lahko organizirali odločno obrambo. Vendar so imele sovjetske strelske divizije glede na oktober mnogo močnejši obrambni položaj – trojni obrambni obroč okrog mesta in nekaj ostankov Možajske linije pri Klinu. Večina sovjetskih armad je imela zdaj večplastno obrambo z vsaj dvema strelskima divizijama na drugi liniji. Ob glavnih cestah, za katere so predvidevali, da jih bodo Nemci v napadih uporabljali, so bile skoncentrirane artilerijska podpora in inženirske skupine. Prav tako je bilo še vedno na razpolago veliko sovjetskih enot v rezervnih armadah v zaledju fronte. Sovjetske enote, zlasti častniki, so bili zdaj tudi bolj izkušeni in bolje pripravljeni na ofenzivo.
15. novembra 1941 je zemlja zamrznila, kar je odpravilo težavo blata. Oklepne konice Wehrmachta, sestavljene iz 51 divizij, so zdaj lahko napredovale s ciljem obkolitve Moskve in združitve blizu mesta Noginsk vhodno od prestolnice. Za to sta morali nemški 3. in 4. tankovska skupina zbrati svoje sile med Ivankovskim zbiralnikom in Možajskom ter nato nadaljevati ob sovjetski 30. armadi do Klina in Solnečnogorska, obkoljujoč prestolnico s severa. Na jugu je 2. tankovska skupina nameravala obiti Tulo, ki jo je še vedno nadzorovala Rdeča armada, in napredovati do Kašire in Kolomne ter se združiti s severnimi kleščami pri Noginsku. Nemška 4. armada v centru naj bi »privezala enote Zahodne fronte«.:33, 42–43

### Spodletele klešče
15. novembra 1941 so nemške tankovske armade začele svojo ofenzivo proti Klinu, kjer ni bilo nobenih sovjetskih rezerv zaradi Stalinove želje poskušati s protiofenzivo pri Volokolamsku, zaradi katere so se morale vse razpoložljive rezerve premakniti južno. Prvotni nemški napadi so razdelili fronto na dva dela in ločili 16. od 30. armade. Sledilo je nekaj dni hudih spopadov. Žukov se je v svojih spominih spominjal, da je »sovražnik ne glede na svoje žrtve izvajal čelne napade in se poskušal prebiti do Moskve za vsako ceno«. Kljub trudu Wehrmachta je večplastna obramba zmanjšala sovjetske žrtve in sovjetska 16. armada se je počasi umikala ter neprestano napadala nemške divizije, ki so se poskušale prebiti skozi utrdbe.
3. tankovska armada je po težkih bojih 23. novembra zavzela Klin, 24. novembra Solnečnogorsk in 24./25. novembra Istro. Sovjetski odpor je bil še vedno močan in izid bitke nikakor ni bil gotov. Stalin naj bi Žukova vprašal, če bi bila Moskva lahko uspešno ubranjena, in mu naročil, naj »govori pošteno, kot komunist«. Žukov je odgovoril, da je možno, a da so rezerve nujno potrebne. 27. novembra je nemška 7. tankovska divizija zavzela mostišče čez prekop Moskva-Volga, zadnjo veliko oviro pred Moskvo, in bile manj kot 35 km od Kremlja, a jih je močan protinapad 1. udarne armade potisnil nazaj. Severozahodno od Moskve je Wehrmacht dosegel Krasnajo Poljano, malo več kot 29 km od Kremlja v središču Moskve. Nemški častniki so lahko skozi svoje daljnoglede že razločili nekaj velikih stavb sovjetske prestolnice. Tako sovjetske, kot tudi nemške sile so bile močno izčrpane in so imele včasih samo po 150–200 strelcev v polku (polna moč čete).
Na jugu blizu Tule so se boji ponovno začeli 18. novembra 1941 in 2. tankovska skupina je poskušala obkoliti mesto. Nemške sile so bile po predhodnem bojevanju izjemno uničene in še vedno niso imele zimskih oblačil. Posledično je bilo prvotno nemško napredovanje le 5–10 km na dan. Poleg tega je napad nemške armade izpostavil bočnim napadom sovjetske 49. in 50. armade, ki sta bili pri Tuli, kar je nadalje upočasnilo napredovanje. Guderian je kljub temu uspel nadaljevati ofenzivo in je raztegnil svoje sile v napad v obliki zvezde. 22. novembra 1941 je zavzel Stalinogorsk in obkolil tam nastanjeno sovjetsko strelsko divizijo.
26. novembra 1941 je nemška 2. tankovska armada pod poveljstvom generala Heinza Guderiana začela napredovati proti Kaširi, ki je bila strateška utrdba 120 km jugozahodno od Moskve in 80 km severovzhodno od Tule. Kašira je bila velikanskega pomena, glede na to, da je bil tam generalštab sovjetske Zahodne fronte, ene od treh glavnih skupin odpora proti nacistični nevihti. Nemcem je uspelo zajeti Venjov in napredovati proti Kaširi. Če bi Kašira padla, bi bila pot do Moskve za 2. tankovsko skupino odprta. Da bi zaustavila silovit napad 2. tankovske skupine, je Stavka proti oklepni pošasti Wehrmachta vrgla 1. gardni konjeniški korpus generalmajorja Pavla Belova, 112. tankovsko divizijo Andreja Getmana, oklepno brigado in bataljon raketometov BM-13 Katjuša, skupaj s podporo zračnih sil. Konjeniki 1. gardnega korpusa, ki je bil primarno oborožen s polavtomatskimi bojnimi puškami SVT-41 in kozaškimi šaškami, ter mehanizirane enote s tanki T-34 M1940 in KV-1 so se neizprosno borili z 2. tankovsko skupino Heinza Guderiana. Po dolgotrajnem silovitem boju je 1. gardni konjeniški korpus uspel odbiti Guderianove oklepne sile in jih posledično potisniti 40 km nazaj do mesteca Mordves. To je pomenilo konec kariere enega največjih nemških generalov, Heinza Guderiana, ki mu pripisujejo izum blitzkriega in osvojitev večine Evrope. Na vrhuncu bitke je domnevno najboljšo tankovsko armado ustavila in porazila sovjetska konjenica pod vodstvom Pavla Belova z veliko manjšim številom podpornih tankov in letal.
Nemce so potisnili nazaj na začetku decembra in zavarovali južno mestno vpadnico. Obramba Tule se je držala, ščitile so jo utrdbe in odločni branilci, večinoma iz 50. armade, ki so jo sestavljali tako vojaki kot civilisti. Na jugu se Wehrmacht nikoli ni približal prestolnici. Na Guderianovo 2. tankovsko armado je padel prvi udarec protiofenzive Zahodne fronte na obronkih Moskve.
Zaradi odpora na severni in južni strani Moskve je Wehrmacht 1. decembra poskušal z neposredno ofenzivo z zahoda vzdolž avtoceste Minsk-Moskva pri mestu Naro-Fominsk. Ta ofenziva je imela omejeno tankovsko podporo in je bila usmerjena proti obsežnim sovjetskim obrambam. Nemška ofenziva je naletela na odločen odpor sovjetske 1. gardne motorizirane strelske divizije in protinapade z boka, ki jih je izvajala 33. armada, in je zastala, štiri dni kasneje pa je sledila sovjetska protiofenziva, ki je Nemce potisnila nazaj. Istega dne je francoski 638. pehotni polk, edina tuja enota v Wehrmachtovem napredovanju proti Moskvi, napadel pri vasi Djutkovo. 2. decembra je izvidniški bataljon prodrl do mesta Himki, kjer je dosegel most čez kanal Moskva-Volga in železniško postajo, okrog 30 km od Kremlja. Pri tem so se nemške sile najbolj približale Moskvi.
Evropska zima 1941–42 je bila najhladnejša v 20. stoletju. 30. novembra je von Bock v poročilu v Berlin trdil, da je bila temperatura −45 °C. General Erhard Raus, poveljnik 6. tankovske divizije, je v svoj vojni dnevnik beležil dnevne povprečne temperature. Ta med 4.–7. decembrom kaže nenadno mnogo hladnejše obdobje s temperaturami med −36 °C in −38 °C, čeprav podatki o metodah in zanesljivosti merjenj niso znani. Druga poročila o temperaturah se zelo razlikujejo. Žukov je dejal, da so bile novembrske temperature okrog −7 do −10 °C. Uradni podatki Sovjetske meteorološke službe kažejo, da je bila najnižja decembrska temperatura −28,8 °C. Te številke kažejo na zelo mrzle razmere in nemške enote so brez zimskih oblačil zmrzovale, oprema, ki so jo uporabljale, pa ni bila oblikovana za tako nizke temperature. Med nemškimi vojaki je bilo več kot 130.000 primerov ozeblin. Z vsake granate je morala biti odstranjena zmrznjena mast, vozila pa so morali pred uporabo ogrevati več ur. Sovjetske enote so se soočale z istim mrzlim vremenom, a so bile nanj bolje pripravljene. Nemci so poleg svojih oblačil in obutve uporabljali tudi sovjetsko, ki je bila pogosto v boljšem stanju kot njihova, saj so bili njeni lastniki krajše obdobje na fronti. Trupla so morali odtajati, da so lahko vzeli oblačila. Ko je bilo na bojišču 200 trupel, so »komandosi z žagami« pobrali dovolj oblačil za vse može v bataljonu.
Ofenziva sil osi na Moskvo se je ustavila. Heinz Guderian je v svoj dnevnik zapisal, da je »ofenziva na Moskvo spodletela... Podcenjevali smo moč nasprotnika, njegovo velikost in podnebje. Na srečo sem svoje enote ustavil 5. decembra, sicer bi bila katastrofa neizogibna«.
Nekateri zgodovinarji trdijo, da so imele pomembno vlogo pri obrambi Moskve umetne poplave. Namenjene so bile predvsem prebijanju ledu in preprečevanju, da bi enote in težka vojaška oprema prečkale Volgo in Ivankovski zbiralnik. To se je začelo z razstrelitvijo jeza Istrinskega zbiralnika 24. novembra 1941. 28. novembra 1941 je bilo v Jahromo in Sestro izpraznjenih šest zbiralnikov – Himkinski zbiralnik, Ikšinski zbiralnik, Pjalovski zbiralnik, Pestovski zbiralnik, Pigorovski zbiralnik in Kljazminski zbiralnik, iz jezov pri Dubni pa je bil izpraznjen tudi Ivankovski zbiralnik. Zaradi tega je bilo delno potopljenih 30–40 vasi, kljub takratnim hudim zimskim pogojem. To je bila posledica ukaza 0428 sovjetskega generalštaba z 17. novembra 1941. Umetne poplave so bile uporabljene tudi kot nekonvencionalno orožje z neposrednim učinkom.

## Sovjetska protiofenziva
Čeprav je bila Wehrmachtova ofenziva ustavljena, so nemške obveščevalne službe ocenjevale, da sovjetske sile nimajo več rezerv in ne morejo začeti protiofenzive. Ta ocena se je izkazala za napačno, saj je Stalin z Sibirije in Daljnega vzhoda premestil več kot 18 divizij, 1700 tankov in več kot 1500 letal. Rdeča armada je do začetka decembra zbrala 58 divizij rezerv in Žukov ter Vasiljevski sta predlagala ofenzivo, ki jo je Stalin odobril. Tudi s temi novimi rezervami so sile nove ofenzive štele samo 1.100.000 mož, s čimer so bile samo v rahli prednosti pred Wehrmachtom. Kljub temu je s previdnim nameščanjem enot na ključnih točkah uspelo doseči razmerje dva na enega.
5. decembra 1941 je Kalininska fronta začela protiofenzivo za »odstranitev neposredne grožnje Moskvi«. Naslednji dan sta ofenzivo začeli še Jugozahodna in Zahodna fronta. Po več dneh počasnega napredka so sovjetske armade 12. decembra ponovno zavzele Solnečnogorsk, 15. decembra pa Klin. Guderianova armada »se je v naglici umaknila proti Venjovu« in nato v Suhiniče. »Grožnja, ki je pretila Tuli, je bila odstranjena«.:44–46, 48–51
8. decembra je Hitler podpisal svojo direktivo št. 39, s katero je Wehrmachtu ukazal, naj zavzame obrambno držo na celotni fronti. Nemške enote na svojih prvotnih položajih niso mogle organizirati močne obrambe in so se bile prisiljene umakniti, da so konsolidirale svoje linije. Guderian piše, da so imeli isti dan pogovore s Hansom Schmidtom in Wolframom von Richthofenom in oba sta se strinjala, da trenutne frontne linije ni mogoče držati.
14. decembra sta Franz Halder in Günther von Kluge brez Hitlerjeve odobritve dovolila delni umik zahodno od Oke. 20. decembra je Hitler na srečanju z nemškimi višjimi častniki odpovedal umik in ukazal svojim vojakom, naj branijo vsak košček zemlje in naj »kopljejo jarke s topovskimi granatami, če je to potrebno«. Guderian je temu nasprotoval in opozoril, da so izgube zaradi mraza pravzaprav hujše od bojnih izgub in da je zimska oprema ostala na logističnih ozkih grlih na Poljskem. Kljub temu je Hitler vztrajal pri obrambi obstoječih linij in Guderian je bil 25. decembra skupaj z generaloma Hoepnerjem in Straussom (poveljnika 4. tankovske in 9. armade) odpuščen. Fedor von Bock je bil prav tako odpuščen, uradno iz »medicinskih razlogov«. Walther von Brauchitsch, Hitlerjev vrhovni poveljnik, je bil odpuščen že prej, 19. decembra.
Medtem se je sovjetska ofenziva nadaljevala na severu. Ofenziva je osvobodila Kalinin in Sovjeti so 7. decembra dosegli Klin in zasedli poveljstvo LVI. tankovskega korpusa pri mestu. Ob premikanju Kalininske fronte na zahod se je okrog Klina razvila izbolklina. Poveljnik Sovjetske fronte, general Ivan Konjev, je poskušal obkoliti vse preostale nemške sile. Žukov je preusmeril več sil na južni del izbolkline, da bi Konjevu pomagal ujeti 3. tankovsko armado. Nemci so svoje sile umaknili pravočasno. Obkolitev je spodletela, a je kljub temu destabilizirala nemško obrambo. Sovjeti so še enkrat poskušali zaobiti severne sile Armadne skupine center, a so pri Rževu naleteli na močan odpor in so se bili prisiljeni ustaviti, pri čemer je nastala izbolklina, ki je trajala do marca 1943. Na jugu je ofenziva enako uspela in sile Jugozahodne fronte so 16. decembra 1941 razbremenile Tulo. Velik uspeh je bila obkolitev in uničenje XXXV. armadnega korpusa, ki je ščitil južni bok Guderianove 2. tankovske armade.
Luftwaffe je bila v drugi polovici decembra paralizirana. Vreme s temperaturami do –42 °C je bilo meteorološki rekord. Logistične težave in zmrzal so povzročile tehnične težave, ki so trajale do januarja 1942. Takrat je Luftwaffe praktično izginila z neba nad Moskvo, Vojno letalstvo Sovjetske zveze, ki je delovalo z bolje pripravljenih oporišč in imelo notranje linije, pa se je okrepilo. 4. januarja se je nebo zjasnilo. Luftwaffe je bila hitro okrepljena, saj je Hitler upal, da bo rešila položaj. Z remontov v Nemčiji so prispele Kampfgruppen (bombniške skupine) II./KG 4 in II./KG 30, štiri Transportgruppen (transportne skupine) s 102 transportnima letaloma Junkers Ju 52 pa so bile za evakuacijo obkoljenih enot in izboljšanje preskrbnih linij za enote na fronti premeščene z Luftflotte 4 (Zračna flota 4). To je bil ukrep v zadnjem hipu in je deloval. Nemško vojno letalstvo je uspelo preprečiti popolni razpad Armadne skupine center. Luftwaffe je ogromno prispevala k preživetju Armadne skupine center v času ofenzive Sovjetov. Med 17. in 22. decembrom je Luftwaffe okrog Tule uničila 299 motornih vozil in 23 tankov ter tako ovirala lov Rdeče armade na nemško vojsko.
V centru je bil sovjetski napredek veliko počasnejši. Sovjetske enote so osvobodile Naro-Fominsk šele 26. decembra, Kalugo 28. decembra in Malojaroslavec 2. januarja, po desetih dneh hudih bojev. Sovjetske rezerve so padle na nizko raven in ofenziva se je 7. januarja 1942 ustavila. Do takrat so izčrpane in zmrzujoče nemške armade potisnili 100–250 km od Moskve. Stalin je naprej naročal nove ofenzive, da bi ujel in uničil Armadno skupino center pred Moskvo, a Rdeča armada je bila izčrpana in razpotegnjena, zato načrt ni uspel.

## Posledice
Zimska protiofenziva Rdeče armade je Wehrmacht potisnila stran od Moskve, a mesto je bilo še vedno ogroženo, saj je bila frontna linija razmeroma blizu. Zato je moskovsko prizorišče za Stalina ostalo prednostno. Prvotni nemški uspeh ga presenetil. Začetno sovjetsko napredovanje zlasti ni moglo zmanjšati rževske izbolkline, ki jo je branilo več divizij Armadne skupine Center. Takoj po moskovski protiofenzivi je bilo sproženih več sovjetskih napadov (rževska bitka) na izbolklino, ki so vse vodile v hude izgube na obeh straneh. Na začetku leta 1943 se je Wehrmacht iz izbolkline moral umakniti, saj se je celotna fronta premaknila na zahod. Kljub temu Moskovska fronta ni bila varna vse do oktobra 1943, ko je bila Armadna skupina center odločilno odbita z mosta do Smolenska in ob koncu smolenske operacije (1943) z leve obale gornjega Dnepra.
Hitler je bil besen, ker njegova armada ni mogla osvojiti Moskve in je 19. decembra 1941 odpustil svojega vrhovnega poveljnika Waltherja von Brauchitscha ter osebno prevzel poveljstvo Wehrmachta, s čimer je prevzel nadzor nad vsemi vojaškimi odločitvami. Poleg tega se je obdal s štabnimi častniki z malo ali nič bojnih izkušenj v zadnjem času.
Sovjetske enote so prvič po juniju 1941 ustavile Nemce in jih potisnile nazaj. Zaradi tega je bil Stalin preveč optimističen in je hotel nadaljevati ofenzivo. 5. januarja 1942 je Stalin na sestanku v Kremlju napovedal, da načrtuje splošno spomladansko ofenzivo, ki bo potekala hkrati pri Moskvi, Leningradu, Harkovu in na Krimu. Načrt je bil sprejet kljub nasprotovanju Žukova. Zaradi nizke ravni rezerv v Rdeči armadi in Wehrmachtovih taktičnih veščin je to vodilo v »rževsko mesoreznico«, ki je bila pat položaj z veliko žrtvami, pa tudi v več porazov Rdeče armade v harkovski operaciji, spodletelem poskusu uničenja demjanskega žepa, obkolitvi armade generala Andreja Vlasova v spodletelem poskusu prekiniti obleganje Leningrada in uničenju rdečearmejskih sil na Krimu. Ti neuspehi so vodili v uspešno nemško ofenzivo na jugu in v stalingrajsko bitko.
Med bitko je bil posnet dokumentarni film, Poraz nemških enot pri Moskvi (rusko Разгром немецких войск под Москвой), ki so ga v Sovjetski zvezi bliskovito začeli predvajati. Odnesli so ga v Ameriko in ga avgusta 1942 prikazali na Globu v New Yorku. Kritik The New York Times je dejal, da je »surovost tega poraza predstava, ki osupne«. Film je poleg moskovske parade in prizorov iz bitk vseboval slike nemških vojnih zločinov, storjenih v času okupacije, »gole in pomorjene otroke, zložene v grozljivih vrstah, mladostnike, ki v mrazu mlahavo visijo z majavih, a dovolj močnih vislic«.

### Žrtve
Nemške in sovjetske žrtve med bitko za Moskvo so predmet razprave in različni viri navajajo nekoliko različne ocene. Vsi zgodovinarji se ne strinjajo o časovnem okviru »bitke za Moskvo«. Za začetek bitke navadno velja začetek operacije Tajfun 30. septembra 1941 (ali včasih 2. oktober 1941), za konec bitke pa  sta dva različna datuma. Nekateri viri (kot sta Erickson in Glantz) Rževske bitke ne vključujejo v okvir bitke in jo imajo za ločeno operacijo. Moskovska ofenziva se v tem primeru »konča« 7. januarja 1942 — žrtve so tako nižje.
Med številkami iz različnih virov so precejšnje razlike. John Erickson v knjigi Barbarossa: The Axis and the Allies navaja število 653.924 sovjetskih žrtev med oktobrom 1941 in januarjem 1942. Glantz v knjigi When Titans Clashed navaja število 658.279 samo za obrambni del in 370.955 za zimsko protiofenzivo do 7. januarja 1942. Uradna Wehrmachtova dnevna poročila o žrtvah navajajo 35.757 mrtvih v boju, 128.716 ranjenih in 9.721 pogrešanih v boju za celotno Armadno skupino center med 1. oktobrom 1941 in 10. januarjem 1942. To uradno poročilo se sicer ne ujema z neuradnimi poročili posameznih bataljonov in divizijskih častnikov in poveljnikov na fronti, ki beležijo bistveno višje žrtve od uradnih.
Na ruski strani je disciplina postala krvoločna. Blokadni odredi NKVD so bile pripravljene ustreliti kogarkoli, ki bi se umaknil brez izrecnih ukazov za to. Vodi NKVD so v poljskih bolnišnicah iskali vojake s samoprizadejanimi ranami, tako imenovane 'samo-strelce', ki so se ustrelili v levo roko, da bi se izognili bojevanju. Kirurg v rdečearmejski poljski bolnišnici je priznal, da je amputiral roke fantov, ki se na ta način samopoškodovali, da bi se izognili bojevanju, da bi jih zaščitil pred takojšnjo usmrtitvijo s strani kazenskega voda. V prvih treh mesecih so blokadni odredi ustrelili 1000 vojakov in jih 24.993 poslali v kazenske bataljone. Oktobra 1942 je bila zamisel običajnih blokadnih odredov tiho opuščena, oktobra 1944 pa so bile enote uradno razpuščene.

## Zapuščina
Obramba Moskve je postala simbol upora napadajočim enotam sil osi. V obeležitev bitke je bil Moskvi ob 20-letnici dneva zmage leta 1965 podeljen naziv »mesto heroj«. Leta 1995 je bil v Moskvi odprt Muzej obrambe Moskve.
V ruski prestolnici Moskvi 7. novembra poteka letna vojaška parada na Rdečem trgu v spomin na parado ob dnevu oktobrske revolucije in kot nadomestilo za praznovanja ob dnevu oktobrske revolucije, ki se na državni ravni od leta 1995 ne praznuje. Parada poteka kot dan vojaške časti za obeležitev zgodovinskega dogodka. V paradi sodelujejo enote moskovske garnizije in Zahodnega vojaškega okroga, običajno okrog 3000 vojakov, kadetov in vojakov v uniformah Rdeče armade. Parado vodi župan Moskve, ki ima na dogodku govor. Pred začetkom parade je uprizorjena zgodovinska ponovitev bitke za Moskvo, v kateri sodelujejo študenti, prostovoljci in zgodovinski navdušenci.
Ukaze za parade da veteran oboroženih sil z visokim činom (običajno polkovnik), ki ukaže marš ob glavni tribuni Leninovega mavzoleja. Na povelje Hitri marš! poveljnika parade se parada začne ob zvokih Pesmi sovjetske armade, ob katerih korakajo nosilci praporov s simboli z vojnega časa, kot je zastava zmage in prapori različnih vojaških front. Glasbeno spremljavo dogodka vedno nudijo zbrani orkestri moskovske garnizije z različnimi vojaškimi orkestri Zahodnega vojaškega okroga, Polkovni orkester 154. Preobraženskega polka in Centralni vojaški orkester ruskega ministrstva za obrambo.